# O Teixadal
O Teixadal de Casayo es un pequeño bosque de tejos situado en la parroquia de Casayo en el municipio español de Carballeda de Valdeorras (Orense).
Destaca por ser uno de los pocos bosques naturales de tejos existentes en Europa ya que este es un árbol que suele crecer aislado. De difícil acceso, forma parte de la zona de especial protección de los valores naturales de Peña Trevinca, en la confluencia de las provincias de Orense, León y Zamora. Se extiende sobre una superficie de 2 hectáreas en el fondo de un valle a 1350 metros de altitud, dominado por las cumbres de Peña Survia (2095 m.) y Peña Trevinca (2127 m.), el pico más alto de Galicia.
El bosque se generó en el Terciario hace más de 400.000 años, de forma espontánea. Tiene un total de 408 tejos de mas de 400 años que conviven con otras especies como acebos, avellanos, serbales de cazadores, fresnos y robles, si bien el tejo es la especie dominante.